# Jan Olsson (labdarúgó, 1944)
Jan Olsson (Kungshamn, 1944. március 18. – 2023. május 19. vagy előtte)  svéd válogatott labdarúgó.

## Pályafutása

### A válogatottban
1967 és 1973 között 22 alkalommal szerepelt a svéd válogatottban és 1 gólt szerzett. Részt vett az 1970-es világbajnokságon.

## Sikerei, díjai
Egyéni
- Guldbollen (1): 1970